# 碩色
碩色（穆麟德轉寫：šose；1687年—1759年），字靜菴，乌雅氏，正黄旗滿洲人，中國清朝官員。

## 生平
雍正八年（1730年）至雍正十一年（1733年）间任陕西布政使。1748年11月24日－1750年2月9日期間，奉旨接替尹繼善擔任兩廣總督。全名為「總督兩廣等處地方提督軍務、糧饟兼巡撫事」的該官職，是兼轄廣西地區的廣東、廣西兩省之最高統治者，亦為清朝封疆大吏之一。
乾隆二十四年卒。諡恭勤。
| 前任： 尹繼善 | 兩廣總督 任職期間：1748年11月24日－1750年2月9日 | 繼任： 陳大受 |

## 家庭
- 祖辈：工部尚书薩穆哈。
- 子乾隆辛未科進士穆丹。
- 子穆和蔺，乾隆丁卯同榜举人，安徽巡抚。
- 女乌雅氏，嫁镶黄旗满洲、戶部尚書三等承恩公鈕祜祿氏布彥達賚。其女鈕祜祿氏封道光帝之孝穆成皇后。